# Sprejemanje odločitev
Sprejemanje odločitev temelji na kognitivnih procesih.  V tem procesu prihaja do izbire med alternativami prepričanj ali dejavnosti, kar rodi končno izbiro. Tej lahko sledi takojšna akcija.

## Pregled
Vedenje človeka med sprejemanjem odločitev je bilo raziskovano z veliko perspektiv:
1. Psihološke: proučevanje sprejemanja odločitev pri posamezniku v kontekstu potreb, preferenc in vrednot, ki jih posameznik ima ali si jih želi imeti.
2. Kognitivne: proučevanje sprejemanja odločitev v smislu nepretrganega procesa, ki je vključen v interakcijo z okoljem
3. Normativne: analiza posameznikovih odločitev  s poudarkom na logičnosti procesa sprejemanja odločitev in racionalnosti ter nespremenljivosti odločitve h kateri vodi.[2]

Odločanje lahko razumemo kot aktivnost reševanja problemov, ki se konča z rešitvijo, ki prinaša zadovoljstvo. Tako lahko to razumemo kot miselni ali čustveni proces, ki je lahko racionalen ali neracionalen in lahko temelji določenih ali tacitnih predpostavkah. Večinoma odločitve sledijo analizi strošek-dobiček. Teorija racionalne izbire govori o ideji  da ljudje poskušajo dobiček povečati, stroške pa zmanjšati.
Logični vidik sprejemanja odločitev je pomemben del poklicev, ki temeljijo na znanosti. Specialisti uporabijo svoje znanje na določenem področju, da sprejmejo utemeljene odločitve. Primer je sprejemanje odločitev v medicini, ki vključuje diagnozo in ustrezno izbiro zdravljenja. Nekatere raziskave, ki uporabljajo naturalistične metode kažejo, da se v situacijah, kjer je čas za odločitev krajši, večje tveganje ali večja dvoumnost, strokovnjaki odločajo na bolj intuitiven kot strukturiran pristop.

## Racionalno in iracionalno sprejemanje odločitev
V ekonomiji obstaja prepričanje, da če so ljudje v odločanju racionalna in svobodna bitja , potem se bodo vedli glede na teorijo racionalnega odločanja. Ta teorija trdi, da ljudje sprejemajo odločitve z določanjem verjetnosti in vrednosti potencialnega izida in množenja tega.
Primer: s 50 % verjetnostjo, da bi zadeli $20 ali 100 % verjetnostjo, da bi zadeli $10, bodo ljudje verjetno izbrali prvo možnost. V realnosti pa je tudi nekaj faktorjev, ki vplivajo na sposobnost sprejemanja odločitev in povzročijo, da ljudje sprejemajo iracionalne odločitve. Ena izmed njih je pristranskost razpoložljivosti, ki je tendenca, da imamo bolj razpoložljive možnosti v spominu kot večkrat ponavljajoče se. Za primer, nekdo, ki gleda veliko filmov o terorističnih napadih lahko meni, da je frekvenca terorizma višja kot dejansko je.

## Razlika med problemsko analizo in sprejemanjem odločitev
Pomembno je razlikovati med problemsko analizo in sprejemanjem odločitev. Koncepta sta popolnoma ločena en od drugega. Tradicionalno se zagovarja, da do problemske analize pride prej, tako da so informacije zbrane pred sprejemanjem odločitev. Torej problemska analiza predhodi sprejemanje odločitev.

### Problemska analiza
1. Analiza izvršitve; kakšni bi morali biti rezultati glede na to kakšni dejansko so
2. Problemi so deviacije standardnih izvršitev
3. Problem mora biti natančno identificiran in opisan
4. Probleme povzročijo spremembe nekega izrazitega pojava
5. Vedno se lahko nekaj uporabi za razlikovanje med tem kaj je pod vplivom vzroka problema in kaj ne
6. Vzroke problemov se lahko sklepa iz relevantnih sprememb, ki jih najdemo ko analiziramo problem
7. Najverjetneje je vzrok problema tisti, ki natančno pojasni vsa dejstva

### Sprejemanje odločitev
1. Najprej morajo biti osnovani objekti
2. Objekti morajo biti klasificirani in postavljeni v zaporedje glede na pomembnost
3. Razvite morajo biti alternativne akcije
4. Alternativa mora biti ovrednotena glede na objekte
5. Alternativa, ki je zmožna vključiti vse objekte je eksperimentalna (delovna) odločitev
6. Eksperimentalna (delovna) odločitev je ovrednotena za več možnih posledic
7. Sledi odločanje, hkrati pa ponovno poteka problemska analiza, ki preprečuje, da bi katera od posledic postala problem
8. Navadno sledijo koraki, ki zagotovijo načrt optimalne produkcije[7]
9. Kadar med odločanjem pride do konflikta, si lahko pomagamo z igro vlog, s katerimi predvidimo rezultate določenih odločitev [8]

## Sprejemanje odločitev z načrtovanjem
Sprejemanje odločitev brez načrtovanja je pogosto, vendar se velikokrat ne konča dobro. Z načrtovanjem se odločitve sprejme umirjeno in racionalno. Z načrtovanjem je sprejemanje odločitev lažje, kot se morda zdi.
Z načrtovanjem pridobimo:
1. Z načrtovanjem pridobimo možnost osnovati neodvisne cilje. Tako dobimo zavestne in usmerjene serije odločitev.
2. Z načrtovanjem pridobimo standard meritev. S temi meritvami ugotavljamo, ali se z odločitvijo oddaljujemo ali približujemo ciljem.
3. Z načrtovanjem pri odločanju upoštevamo vrednosti. Tako večkrat pomislimo o načrtu in se odločimo, katera odločitev bo najboljša za izvedbo načrta.
4. Z načrtovanjem rabimo omejene vire po vrstnem redu glede na to, kako omejeni so (npr. denar, čas itd.) .)[9]

## Analiza – paraliza
Analiza – paraliza pomeni prekomerno analiziranje določene situacije do te mere, da nikoli ne pride do odločitve in posledično sledenja ciljem. 

## Vsakodnevne tehnike
Tehnike sprejemanja odločitev lahko razdelimo v dve veliki kategoriji: skupinsko sprejemanje odločitev in individualno sprejemanje odločitev.

### Tehnike skupinskega sprejemanja odločitev
1. S soglasnim sprejemanjem odločitev se poskušamo izognit etiketiranju, kot je »zmagovalec« in »loser«. Soglasje zahteva, da večina odobri odločitev, manjšina pa se kljub temu, da odločitve ne potrdi, strinja s sprejetjem te. Torej če manjšina nasprotuje sprejetju odločitve, potem soglasje zahteva, da se odločitev spremeni tako, da se odstrani značilnosti odločitve, ki jih manjšina ne sprejema.
2. Metode, ki temeljijo na glasovanju
  - Serija glasovanja (range voting): tako glasovanje dovoljuje, da vsak izbere (glasuje za) več možnosti. Izbrana je možnost z največjim povprečjem.
  - Večina: ta metoda zahteva odobritev več kot 50% članov skupine.
  - Mnoštvo (Angl. Plurality): pri tej metodi največji blok v skupini odloča, tudi v primeru, da večina odločitve ne odobrava.
3. Metoda Delphi (Angl. Delphi method): strukturirana komunikacijska tehnika za skupine, ki je namenjena za napoved sodelovanja, vendar jo prav tako uporabljajo v politiki.
4. »Pikokracija« (Angl. Dotmocracy)

Je neformalen proces glasovanja, v katerem sodelujoči navedejo njihove preference tako, da narišejo piko poleg (po njihovem mnenju) najboljše odločitve.

### Tehnike individualnega sprejemanja odločitev
1. Seznam prednosti in lastnosti: posameznik na list papirja napiše prednosti in lastnosti vsake možnosti. To metodo sta popularizirala Platon in Benjamin Franklin.[10][11]  S tem dobimo kontrast med pridobitvami in izgubami med alternativami. Je eden izmed načinov racionalnega sprejemanja odločitev.
2. Enostavno ugotavljanje prednosti: izbiranje alternativ z največjo verjetnosti koristnosti za vsako alternativo.
3. Zadovoljevanje (Angl. Satisficing): raziskovanje alternativ, le dokler posamezniki ne najdejo ustrezne.
4. Izločevanje glede na vidik: izbira med alternativami z uporabo  matematične psihologije.[12] Tehniko je predstavil Amos Tversky leta 1972. Izločevalni proces je prikrit in vključuje primerjavo vseh razpoložljivih alternativ glede na vidik. Tisti, ki sprejema odločitev izbere vidik. Vse alternative, ki nimajo tega vidika, so izločene. Ta proces se ponavlja z vsemi možnimi vidiki, dokler ne ostane le ena alternativa.[13]
5. Preferenčno drevo: leta 1979 sta Tversky in Shmuel Sattach posodobila metodo »Izločevanje glede na vidik« tako, da sta vključila zaporedje in bolj strukturiran način za primerjanje alternativ. Ta metoda primerja alternative tako, da se predstavi vidike v zaporedju. Tako postane to nekakšen hierarhičen sistem, v katerem so vidiki razporejeni od splošnega k specifičnemu.[14]

1. Privoljenje določeni osebi, ki je strokovnjak ali ima avtoriteto nad osebo, ki privoli. Torej oseba le sledi ukazom.
2. »Metanje kovanca« (Flipism): pomeni metanje kovanca, naključen dvig kupčka kart ali katera druga metoda, ki temelji na naključju.
3. Molitev, tarot karte, astrologija, vedeževalstvo, razodetje, ali druge oblike ugibanja / napovedi / prerokovanja.
4. Izbira odločitve, ki je nasprotna tisti, ki jo predlagajo avtoritete, ki jim posameznik ne  zaupa (to so lahko: starši, policija, partnerji…)
5. Korist priložnosti: posameznik izračuna korist vsake priložnosti in sprejeme odločitev.
6. Birokratska metoda: posameznik ustvari kriterij za avtomatske odločitve.
7. Politična metoda: pri iskanju odločitve se skupine pogajajo.
8. Strukturirano sprejemanje odločitve.[15]

Tehnike individualnega sprejemanja odločitev velikokrat lahko uporabijo skupine kot del tehnike skupinskega sprejemanja odločitev. Povpraševanje po uporabi programa za sprejemanje odločitev je vedno večje, tako s strani posameznikov kot s strani podjetji. Vzrok temu je najverjetneje to, da so odločitve vedno bolj zapletene, posamezniki in podjetja pa želijo v proces odločanja vključiti čim več kategorij, elementov in drugih faktorjev, ki vplivajo na odločitve.

## Koraki sprejemanja odločitev
Vsak korak sprejemanja odločitev lahko vključujejo socialne, kognitivne in kulturne ovire. Z zavedanjem teh ovir jih lažje premagamo. Arkansas program predlaga osem korakov sprejemanja odločitev. Temeljijo na delu Jamesa Resta.
1. Osnovanje skupnosti: pomeni ustvariti in negovati odnose, norme in postopke, ki bodo vplivali na to, kako posamezniki razumejo probleme in kako se sporazumevajo. Ta korak poteka pred in med moralnimi dilemami.
2. Zaznavanje: v tem koraku zaznamo, da problem obstaja.
3. Interpretacija: v tem koraku poiščemo razlage za problem in ovrednotimo vire teh razlag.
4. Presoja: v tem koraku gre za rešetanje, preiskovanje različnih možnih akcij ali odgovorov in določanja, kateri je bolj upravičen.
5. Motivacija: tu raziščemo obveze, ki bi nas lahko odvrnile od bolj moralne akcije. Nato damo prednost moralnim pred osebnimi, institucionalnimi ali socialnimi razlogi za neko odločitev.
6. Akcija: izberemo akcijo, ki je najbolj primerna za najbolj upravičeno odločitev.
7. Refleksija med akcijo.
8. Refleksija po akciji.

Predlaganih je bilo še več procesov odločanja, med drugim eden, ki ga je predlagala Pam Brown (Singelton Hospital v Sqanseaju, Wales). Ta je predlagala sedem korakov:
1. Obris cilja in izida.
2. Zbiranje podatkov.
3. Razvijanje alternativ.
4. Zapis prednosti in slabosti vsake alternative.
5. Sprejetje odločitve.
6. Takojšnja izvršitev akcije.
7. Učenje iz in refleksija odločitve.

## Nevroznanost
Anteriorni cingulatni korteks (Angl. anterior cingulate cortex), orbitofrontalni korteks in ventromedialni prefrontalni korteks so regije možganov, ki so vključene v proces sprejemanja odločitev. Nedavna študija slikanja možganov je našla izrazite vzorce živčne aktivacije v teh regijah, ki so bile odvisne od tega, ali so bile odločitve sprejete glede na osebne želje ali so bile odločitve sprejete zaradi ukazov drugih. Pacienti s poškodbo ventromedialnega prefrontalnega korteksa so imeli težave s sprejemanjem koristih odločitev.
V študiji, ki je proučevala dvo-alternativno prisiljeno izbiro na resus opicah, so ugotovili, da živci v parietalnem korteksu predstavljajo tvorbo odločitev in zaupanje / gotovost, ki je povezana z odločitvijo. V drugi študiji so ugotovili, da so lezije ateriornega cingulatnega korteksa pri opici makako povzročile oslabitev sprejemanja odločitev pri dolgoročni ojačitvi določenih nalog. Iz tega so sklepali, da obstaja možnost, da je anteriorni cingulatni korteks vključen pri ovrednotenju pretekle okrepitvene informacije in vodi v akcijo.
Čustva so lahko v pomoč pri procesu odločanja. Odločanje velikokrat poteka hkrati z negotovostjo, ki je lahko odločilni faktor pri tem, ali bodo odločitve vodile v korist ali škodo. Somatic-marker hipoteza je nevrobiološka teorija o tem, kako se sprejemajo odločitve, kadar je izid negotov. Po teoriji so take odločitve podprte tudi s strani čustev v obliki telesnih stanj, ki so izzvana med pretresom (premišljanjem) posledic in zaznamujejo različne možnosti vedenja, ki je lahko koristno ali nekoristno. Ta proces vključuje medsebojno delovanje živčnega sistema, ki izzove čustvena/telesna stanja in živčnega sistema, ki izvede čustvena/telesna stanja.
Podzavestni procesi predstavljajo začetek zavestnih, voljnih ukrepov.